# Lennart Ploman
Karl Lennart Edvard Ploman, född 22 oktober 1921 i Stockholm, död 13 juli 2012 i Visby, var en svensk läkare.
Lennart Ploman var son till professor Karl Gustaf Ploman och tandläkaren Ingeborg Wahlström. Efter studentexamen i Stockholm 1939 blev Ploman medicine kandidat 1942, medicine licentiat 1947 och medicine doktor 1953 vid Uppsala universitet på avhandlingen Human skin permeability in pregnancy and menstruation: Hyaluronidase inhibition in human pregnancy and menstruation samt docent i obstetrik och gynekologi vid Lunds universitet 1959.
Ploman innehade olika läkarförordnanden 1947–52, var underläkare vid pediatriska kliniken och kvinnokliniken på Akademiska sjukhuset i Uppsala 1953–57, underläkare vid kvinnokliniken på Lunds lasarett 1958–63, biträdande överläkare vid kvinnokliniken på Malmö allmänna sjukhus 1963–65 och praktiserande läkare i Lund från 1964. 
Ploman har författat skrifter i kirurgi, obstetrik, gynekologi och pediatrik samt på senare år om Frans G. Bengtsson. Han var förste kurator i Stockholms nation i Uppsala 1951.